# Urgehal

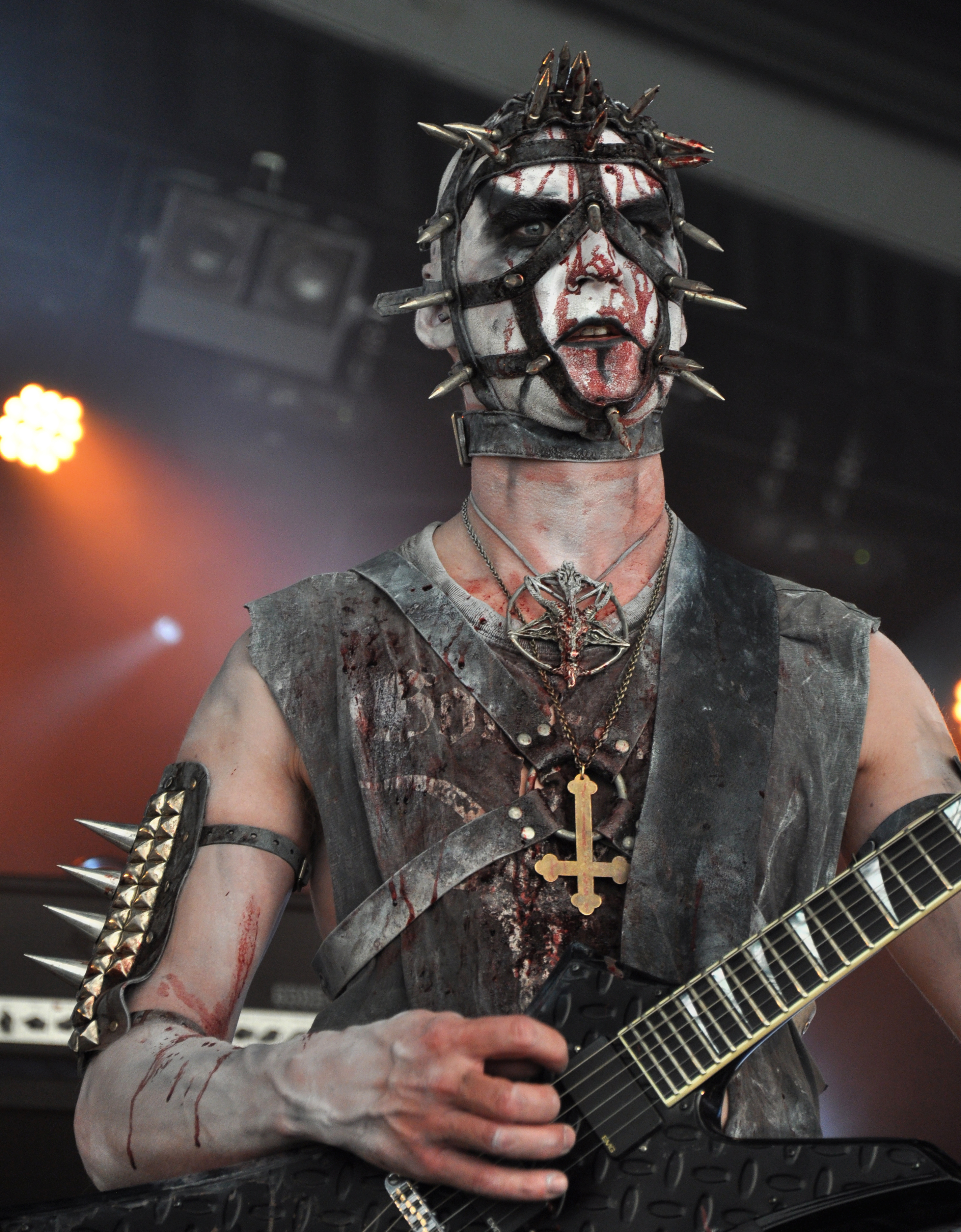
Urgehal, kytarista Enzifer, 2011

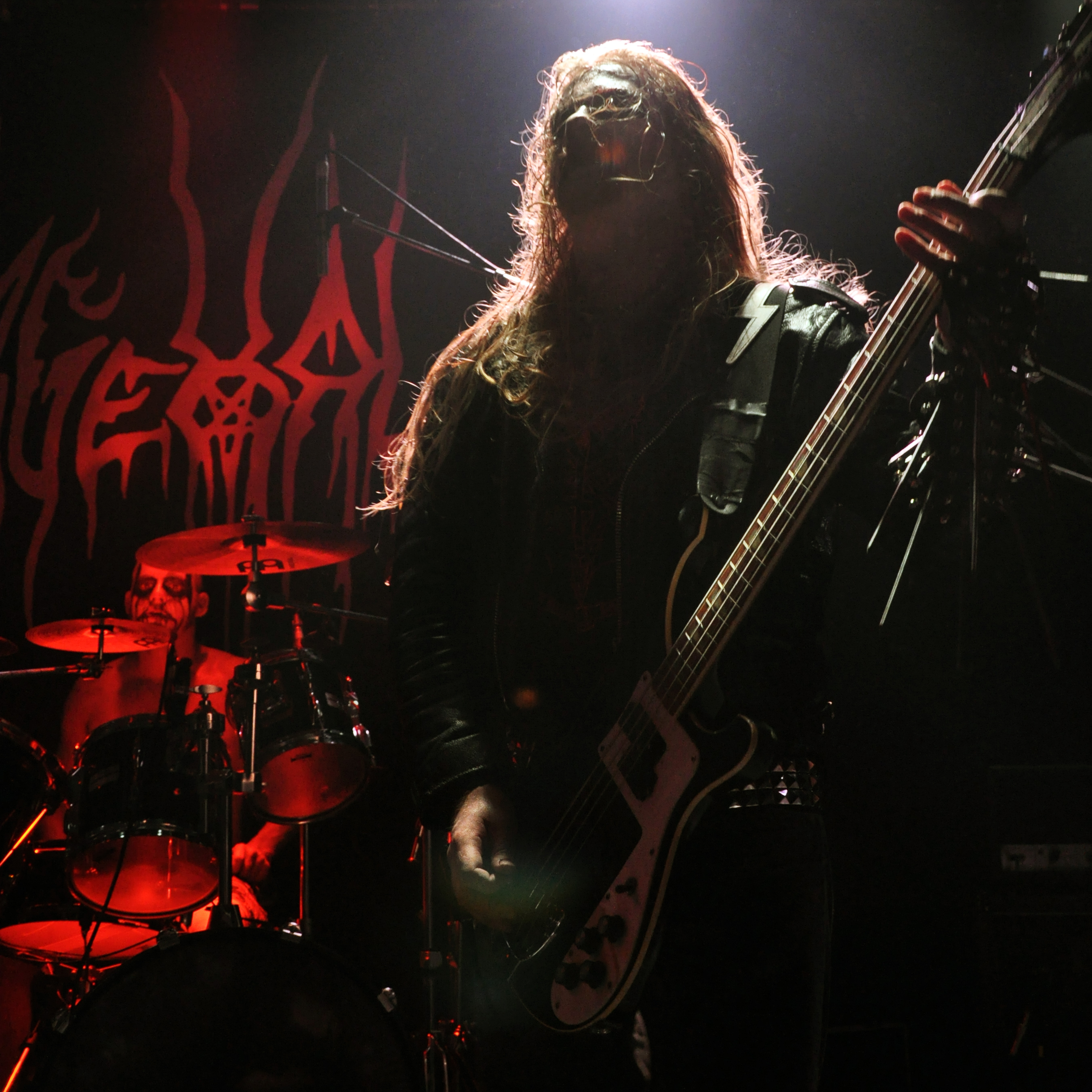
Urgehal, baskytarista Mannevond a bubeník Uruz, 2011

Urgehal je norská black metalová kapela založená v roce 1992 zpěvákem a kytaristou Trondem Bråthenem (vulgo Trondr Nefas) a kytaristou Enziferem v norském městě Hønefoss.
Ve svých textech kapela prezentuje satanismus a uctívání smrti, zla a temnoty. Hudebně je ovlivněna ranou norskou black metalovou scénou z počátku 90. let 20. století (a zejména kapelou Darkthrone).
V roce 1994 vyšlo první demo Ferd a v roce 1997 první studiové album s názvem Arma Christi.

## Diskografie

### Demo nahrávky
- Ferd (1994)
- Rise of the Monument (1995)

### Studiová alba
- Arma Christi (1997)
- Massive Terrestrial Strike (1998)
- Atomkinder (2001)
- Through Thick Fog Till Death (2003)
- Goatcraft Torment (2006)
- Ikonoklast (2009)
- Aeons in Sodom (2016)

### EP
- Demonrape (2005)
- Death Is Complete (2011)

### Kompilace
- The Eternal Eclipse - 15 Years of Satanic Black Metal (2007)
- Rise of the Monument (2009)

+ několik split nahrávek